# 정읍천
정읍천(井邑川)은 전북특별자치도 정읍시 내장상동 내장산에서 발원하여 전북특별자치도 정읍시 이평면 하송리에서 동진강에 유입되는 전북특별자치도의 강이다. 하천연장은 44.7km이며, 유역면적은 1,034km2이다. 상류 부근에는 정읍천을 막아 만든 내장저수지가 있으며 유역에는 충적평야가 발달해 있어 논농사를 많이 짓는다.